# Félix Quesada
Félix Quesada Mas (Madrid, 1º  luglio 1902 – 9 luglio 1959) è stato un calciatore spagnolo, di ruolo difensore.

## Carriera

### Club
Ha sempre giocato nel campionato spagnolo.

### Nazionale
Con la maglia della Nazionale è sceso in campo nove volte tra il 1924 e il 1929.